# Madeleine Riffaud
Madeleine Riffaud (Arvillers, 23 de agosto de 1924-París, 6 de noviembre de 2024) fue una poetisa, periodista y corresponsal de guerra francesa. Luchó en la Resistencia francesa durante la Segunda Guerra Mundial. Después de la Segunda Guerra Mundial, informó sobre la guerra de Argelia para el periódico comunista L'Humanité y luego trabajó en Vietnam para la resistencia del Viet Cong durante siete años.
Su primer libro de poesía, Le Poing Fermé (El puño cerrado), que incluye poemas escritos en prisión, se publicó en 1945. En 1994 apareció un libro de memorias que les daba contexto, On l'appelait Rainer (Llamado Rainer).

## Biografía
Madeleine Riffaud nació en Arvillers el 23 de agosto de 1924; sus padres eran profesores. Creció en la región de Somme, rodeada de recuerdos de la Primera Guerra Mundial. Fue a la escuela en París y escribió poemas.

### Segunda Guerra Mundial
Riffaud conoció la Resistencia en 1942 en Grenoble, donde se recuperó de una tuberculosis. Comenzó a operar para las Fuerzas del Interior francesas a los dieciocho años de edad, bajo el nombre en clave Rainer, elegido en honor a Rainer Maria Rilke. Participó en varias operaciones contra las fuerzas de ocupación nazis. El 23 de julio de 1944 mató a un oficial alemán, a quien disparó a plena luz del día en un puente que daba al río Sena. Fue capturada por un colaborador francés, entregada a la Gestapo y llevada a su cuartel general en la calle des Saussaies antes de ser trasladada a la prisión de Fresnes.  Fue torturada y se fijó una fecha para su ejecución, pero finalmente fue liberada en un intercambio de prisioneros. Inmediatamente regresó a luchar en la Resistencia y contribuyó a la captura de ochenta soldados de la Wehrmacht en un tren de suministro blindado alemán. Después de la liberación de París,  junto a sus compañeros, continuó la lucha contra los nazis hasta el final de la guerra.

### Periodismo y vida posterior
Después de que la guerra terminó en 1945, se convirtió en periodista de Ce soir, un periódico dirigido por Louis Aragón. Picasso dibujó su retrato para la portada de su primer libro de poesía, Le Poing Fermé (El puño cerrado), que se publicó en 1945. Se convirtió en corresponsal de guerra informando desde la guerra de Argelia para el periódico comunista francés L'Humanité. Estuvo involucrada en un accidente con un camión en Orán; sus manos resultaron heridas y perdió un dedo, y su frente resultó herida, lo que le provocó pérdida de visión en un ojo y visión limitada en el otro.
Se mudó a Vietnam del Sur y vivió con la resistencia del  Viet Cong durante siete años, cubriendo su lucha durante la Guerra de Vietnam. Allí publicó Au Nord-Vietnam: écrit sous les bombes y realizó un documental titulado Dans le maquis du Sud-Vietnam, documentando sus métodos de guerra de guerrillas.
A su regreso a Francia, trabajó como asistente de enfermería en un hospital de París. Escribió el best-seller Les Linges de la nuit y publicó otra antología de poemas, Cheval rouge: anthologie poétique, 1939-1972.
Riffaud se convirtió en Caballero de la Legión de Honor, concedido por Raymond Aubrac, en 2001. En febrero de 2013 fue galardonada con la Orden Nacional del Mérito por su contribución a Francia y al mundo. Recibió la Orden de Resistencia de Vietnam en 1984 y la Medalla de la Amistad en agosto de 2004.
Riffaud cumplió 100 años el 23 de agosto de 2024. El embajador de Vietnam en Francia la visitó con motivo de esta ocasión.
Riffaud murió el 6 de noviembre en su apartamento de París.

## Escritura y poesía
Riffaud escribió poesía durante la guerra y durante su carrera como periodista. Su relato autobiográfico de su tiempo en la Resistencia fue publicado en 1994 con el título On l'appelait Rainer, haciendo referencia al nombre de guerra que adoptó durante ese tiempo. También protagonizó varios documentales sobre su vida.

### Publicaciones
- Le Poing fermé (1945), OCLC 221636699
- Le Courage d'aimer (1949), OCLC 716456722
- Les Carnets de Charles Debarge, documents recueillis et commentés par Madeleine Riffaud (1951), OCLC 491323883
- Les Baguettes de jade (1953), OCLC 459821049
- Le Chat si extraordinaire (1958), OCLC 726246392
- Ce que j'ai vu à Bizerte (1961), OCLC 86154465
- De votre envoyée spéciale... (1964), OCLC 3990784
- Dans les maquis "Vietcong" (1965), OCLC 6092724
- Au Nord-Vietnam : écrit sous les bombes (1967), OCLC 2846729
- Nguyễn Đinh Thi : Front du ciel (Mãt trãn trên cao) (1968), OCLC 492328562
- Cheval rouge : anthologie poétique, 1939–1972 (1973), OCLC 801235
- Les Linges de la nuit (1974), ISBN 978-2-7509-0139-4
- On l'appelait Rainer : 1939–1945 (1994), ISBN 978-2-260-01162-0
- La Folie du jasmin : poèmes dans la nuit coloniale (2001), ISBN 978-2-908527-89-6
- Bleuette (2004), ISBN 978-2-915293-12-8

En alemán
- Riffaud, Madeleine; Morvan, Jean-David; Bertail, Dominique (2022). Madeleine, Kämpferin der Résistance (en alemán). Berlin: avant-verlag. ISBN 978-3-96445-080-7. Novela gráfica.[12]

## Lectura adicional
- Chiaroni, Keren (2017). Resistance Heroism and the End of Empire. London: Routledge. ISBN 978-1-138-22731-6.
- Gubser, Alexandra (25 de agosto de 2019). «Sie nannte sich Rainer – 75 Jahre Befreiung von Paris». Schweizer Radio und Fernsehen (SRF) (en alemán). Consultado el 8 de noviembre de 2024.
- Koltermann, Ulrike (12 de enero de 2023). «Widerstandskämpferin Madeleine Riffaud : "Ich habe die Nazis gehasst, nicht die Deutschen"». Der Tagesspiegel (en alemán). Consultado el 8 de noviembre de 2024.

### Obituarios
- «Madeleine Riffaud, French resistance heroine and war correspondent, dies at 100». The Jerusalem Post. 8 de noviembre de 2024. Consultado el 8 de noviembre de 2024.